# Warwick (nome)
Warwick  è un nome proprio di persona inglese maschile.

## Varianti
- Maschili: Warrick[2]

## Origine e diffusione
Riprende il cognome inglese Warwick; a sua volta, esso è derivato dal nome della città di Warwick, un toponimo composto dagli elementi inglesi antichi wer ("diga") e wíc ("insediamento", "colonia"). 

## Onomastico
Il nome è adespota, ossia privo di santo patrono; l'onomastico si può festeggiare il 1º novembre, in occasione di Ognissanti.

## Persone

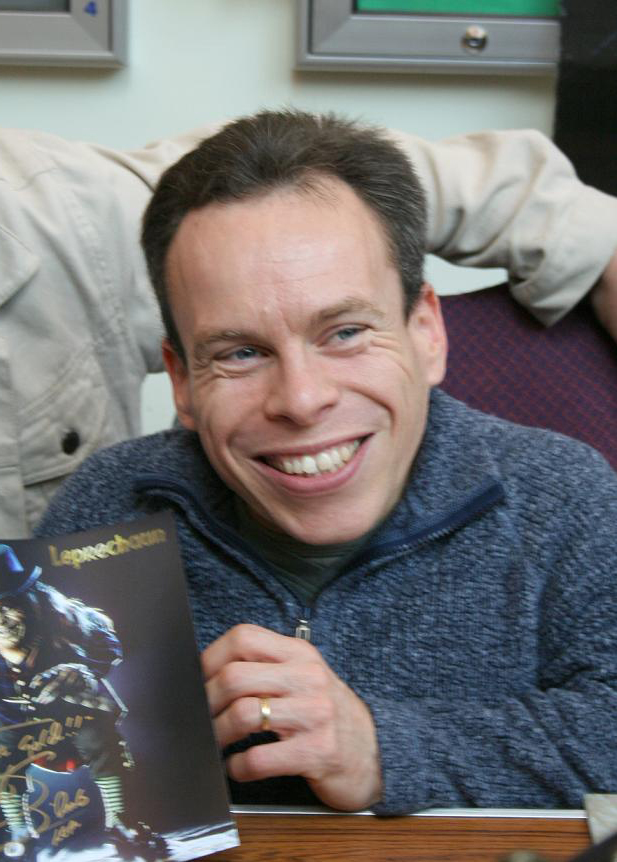
Warwick Davis

- Warwick Brown, pilota automobilistico australiano
- Warwick Buckland, regista, attore e sceneggiatore inglese
- Warwick Davis, attore britannico
- Warwick Kerr, biologo, genetista ed entomologo brasiliano
- Warwick Taylor, rugbista a 15 neozelandese
- Warwick Waugh, rugbista a 15 e imprenditore australiano
- Warwick William Wroth, numismatico britannico

### Variante Warrick
- Warrick Dunn, giocatore di football americano statunitense

## Il nome nelle arti
- Warrick Brown è un personaggio della serie televisiva CSI - Scena del crimine.
- Warwick è il nome di un personaggio del MOBA League of Legends